# Lambasar
Lambasar (en persa: لمبسر‎, también pronunciado Lamsar), Lambsar, Lambesar (لمبه سر) o Lomasar (لمسر) fue probablemente el más grande y más fortificado de los castillos del estado nizarí ismailí. La fortaleza está localizada en la zona central de los montes Elburz, al sur del mar Caspio, aproximadamente a unos 120 km de Teherán, Irán. Lambasar se encuentra al nordeste de la localidad de Razmian, en el actual distrito de Rudbar de la provincia de Guilán.

## Historia
Kiya Buzurg Ummid (muerto en 1138) capturó el castillo de Rasamuj y lo reconstruyó como un baluarte importante utilizando mano de obra local. Fue nombrado por Hassan-i Sabbah (muerto en 1124) como su gobernador.
Solo quedan ruinas de esta fortaleza actualmente. Valles muy profundos que rodean la fortaleza hacen imposible acceder a ella desde los lados este y oeste. Los frentes norte y sur son las únicas maneras posibles únicas para conseguir acceder a la fortaleza. Pese a que la pendiente de la montaña (con una diferencia de 150 m en ambos niveles) se extiende de norte a sur con una longitud de 480 m, el castillo tiene más de 190 m de ancho. Algunas de las características y características que quedan dentro de Lambasar son sus enormes parapetos de dos capas formados por piedras muy grandes de 10 m de altura, el edificio principal en el norte de la fortaleza, con paredes de piedra cortada de 1,2 m de ancho, depósitos de agua y almacenes de granos en el sur y sureste del castillo, torres y un sistema de suministro de agua. En el lado norte de la fortaleza, queda un enorme edificio con 4 extensiones más pequeñas que dan al este.

### Días finales
Las fortificaciones ismailíes eran la última línea de defensa contra el ataque mongol en Persia, quienes sufrieron para lograr conquistarlos. Hulaku Khan estaba decepcionado con sus comandantes por lo que armó un ejército de 10.000 soldados y los movilizó hacia Alamut. Tras unos meses, en 1256 el fuerte de Meymoon-Dej (Maymun-Diž, en persa: میمون دژ‎) se rindió al ejército de Hulaku, y el imán Rukn ad-Din Khurshah fue capturado. Hulaku Khan le pidió a Khurshah que ordenase a sus seguidores que se rindieran, pero las fortificaciones de Lambasar, Gerdkuh y Alamut no siguieron la orden y continuaron la defensa.  Finalmente, tras un año de resistir el asedio mongol, una epidemia de cólera tomó muchas vidas en Lambasar y el fuerte terminó cayendo en enero de 1257. Hulaku ordenó que se decapitara a cualquiera que hubiera sobrevivido a la enfermedad mortal en el fuerte. En 1275 y nuevamente en 1389, pequeños grupos de ismailíes que habían sobrevivido a las invasiones mongolas intentaron recuperar Alamut, pero sus intentos fueron de corta duración.

## Galería

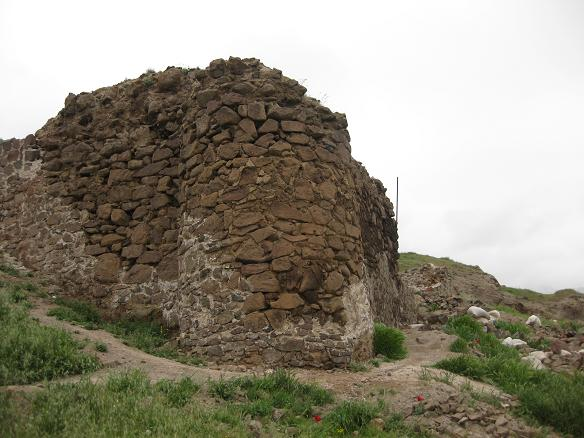
Restos del castillo de Lambasar
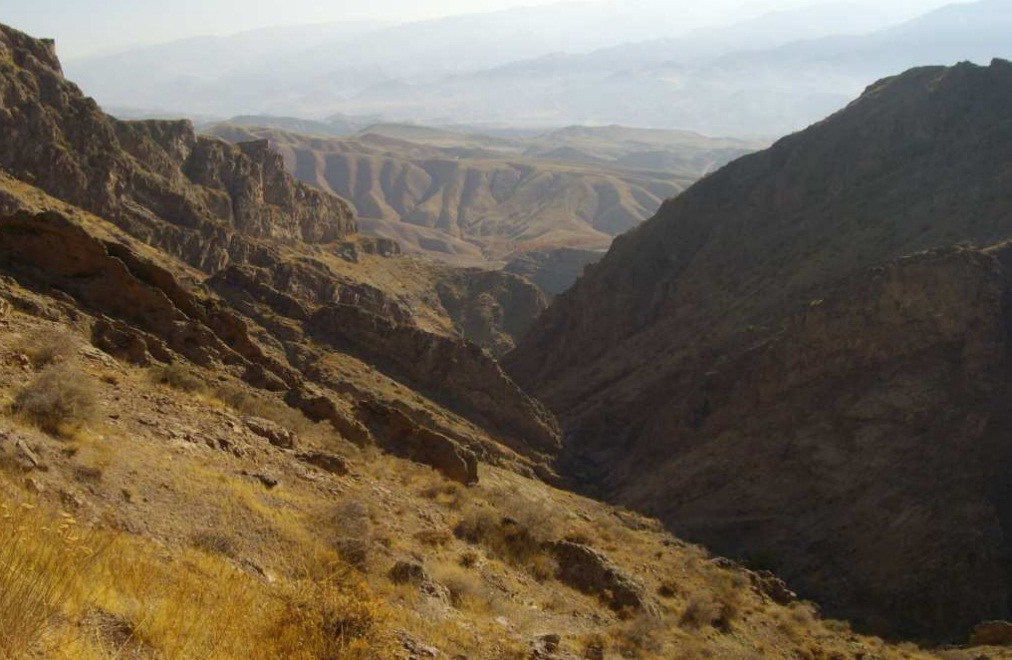
Alrededores de Lambasar
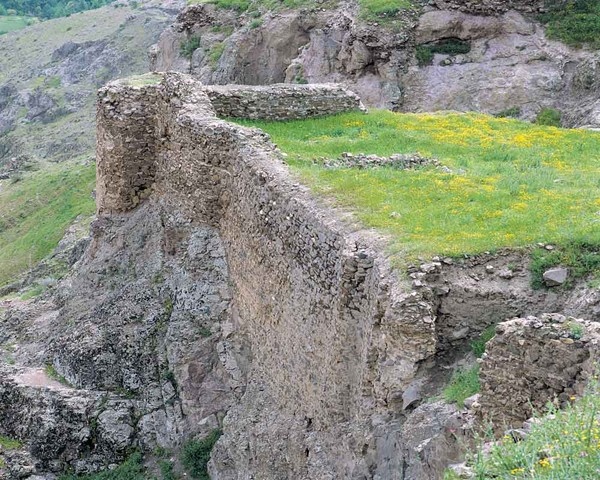
Vista superior del castillo de Lambasar